# Ahl al-Quran
Ahl al-Quran (Arabisch: Volk van de koran) is een koranitische stroming gesticht door de Pakistaanse Abdullah Chakralawi die stierf in het jaar 1916. Deze beweging werd gesticht in het jaar 1902 heeft zijn oorsprong in de stad Lahore in de regio Punjab in het toenmalige Brits-Indië. Volgens Abdullah Chakralawi kon de profeet Mohammed maar één openbaring ontvangen, de koran. Alle andere bronnen zoals de hadith en tafsir worden verworpen. Abdullah Chakralawi introduceerde een gebed dat enkel gebaseerd is op de koran en onderscheid zich zo van de andere moslims die hun gebeden baseren op de koran en soennah.
Tussen 1903 en 1932 publiceerden deze beweging ook het tijdschrift Isahat al-quran waarin de koranitische leer wordt uitgelegd.
De beweging staat ook wel gekend als Quran Alone of Ahl ad-dikr wal-Qurʾan.